# Lamia (Geliebte des Demetrios)

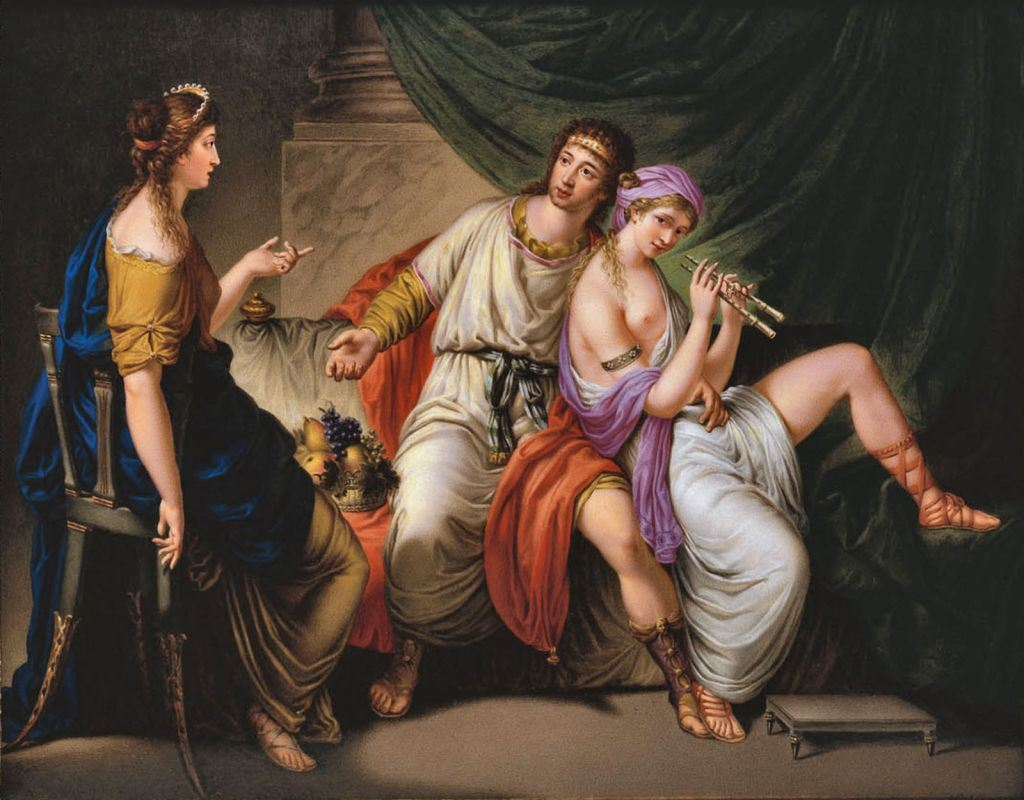
Die Aulosspielerin Lamia mit Demetrios Poliorketes und einer weiteren Hetäre, Demo, in einem Bild des neoklassischen Malers Franz Caucig (1755–1828).

Lamia (griechisch Λάμια Lámia; vor 336 v. Chr.; † nach 303 v. Chr.), auch Lamia von Athen, war eine berühmte athenische Hetäre, Aulosspielerin und Geliebte des hellenistischen Herrschers und Diadochen Demetrios I. Poliorketes.

## Herkunft

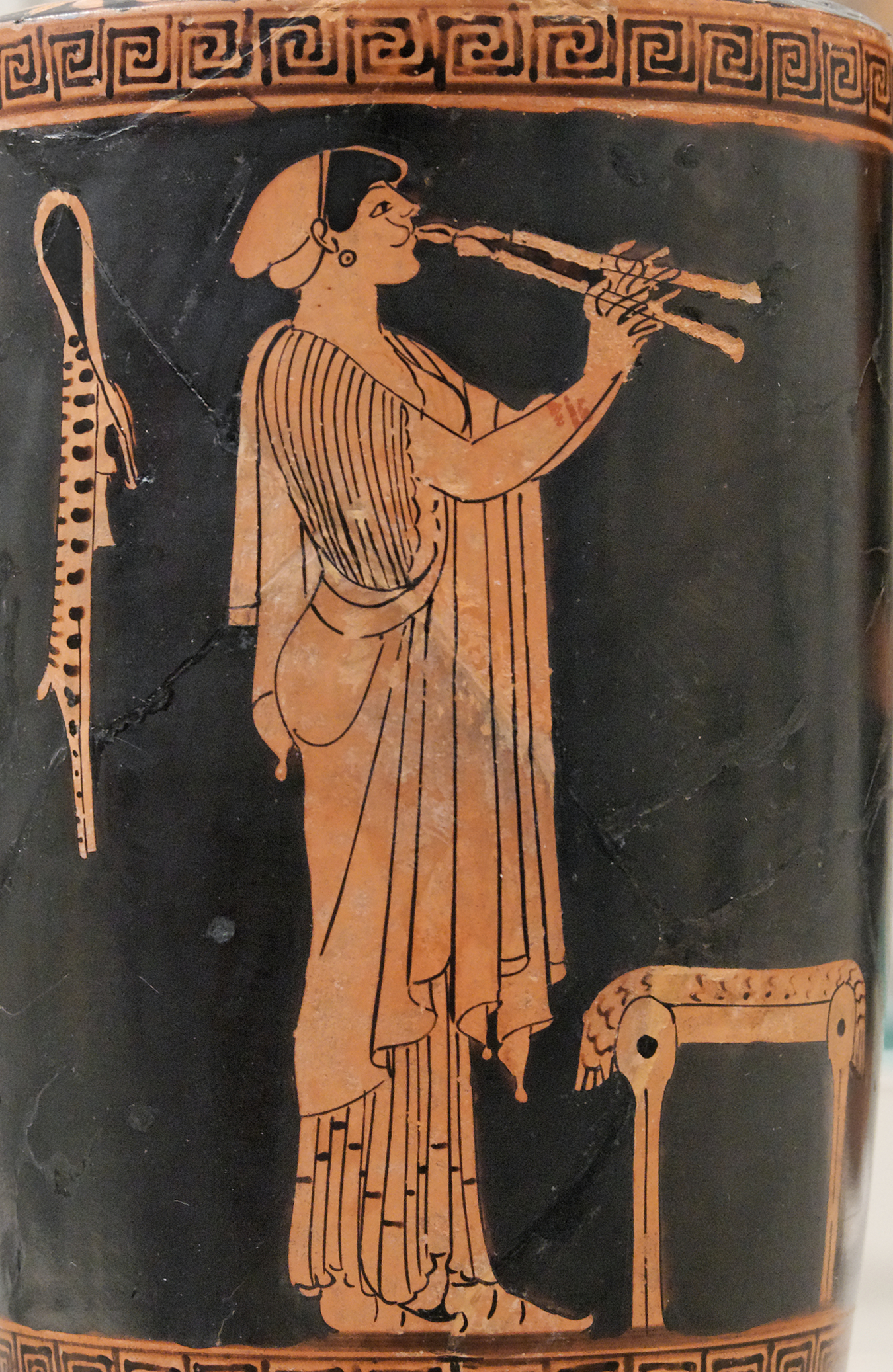
Diese rotfigurige Vase aus dem 5. Jh. v. Chr. zeigt eine namentlich nicht bekannte Aulosspielerin. Unter anderem durch das Spielen einer solchen Doppelflöte wurde Lamia berühmt.

Lamia war die Tochter eines nicht näher bekannten Atheners namens Kleanor. Sie war Aulosspielerin und erlangte durch ihre Begabung große Berühmtheit. Aulosspielerinnen waren im Allgemeinen auch als Hetären – beispielsweise auf Symposien – aktiv.
Der Name Lamia könnte ein Übername sein, denn Lamia ist auch ein mythisches, kinderfressendes Monster. Auch andere Hetären trugen fiktive, teils diffamierende Namen, beispielsweise Phryne (die Kröte).
306 v. Chr. gehörte Lamia zum Hofstaat des ägyptischen Diadochen Ptolemaios I. Wie sie von Athen dorthin gelangte, ist nicht überliefert. Bei Ptolemaios’ Niederlage in der Seeschlacht bei der zyprischen Stadt Salamis geriet sie in die Hände des siegreichen Antigoniden Demetrios Poliorketes.

## Leben
Lamia soll bei ihrer Gefangennahme älter als Demetrios gewesen sein, was verschiedene antike Autoren wiederholt erwähnen und auch die moderne Forschung beschäftigt hat. Trotzdem konnte sie die Liebe des Diadochen erringen und mehrere Jahre behaupten. Einige überlieferte witzige Aussprüche zeigen ihre geistvolle Persönlichkeit.
Sie begleitete Demetrius zurück nach Athen und wurde von den Einwohnern der Stadt aufgrund ihrer Machtstellung, die sie ihrem großen Einfluss auf den Herrscher verdankte, wie eine Fürstin behandelt. Diese Würdigung ging so weit, dass die Athener ihr einen eigenen Tempel errichteten, in dem sie als Göttin Aphrodite verehrt wurde, und später ahmten die Thebaner dieses Beispiel nach. Wo diese Tempel standen, ist heute nicht mehr rekonstruierbar.
Demetrios soll die aufwendige Prunksucht seiner Geliebten einmal mit 200 Talenten finanziert haben, die er von den Athenern oder den Thessalern eingehoben hatte. Sie veranstaltete auch luxuriöse Bankette, die bald allgemein bekannt waren. Auch nach Sikyon begleitete sie den Demetrios, als er 303 v. Chr. die Stadt auf eine Anhöhe verlegte und in Demetrias umbenannte. Mit einem Teil der ihr von Demetrios geschenkten Reichtümer finanzierte Lamia die Errichtung einer prächtigen Stoa Poikile (Säulenhalle) zur Verschönerung der neuangelegten Siedlung.
Über ihren weiteren Verbleib nach 303 v. Chr. und auch ihren Tod ist nichts bekannt.
Phila, eine gemeinsame Tochter der Lamia und des Demetrios Poliorketes, dürfte mit jener Phila identisch sein, der ein Anhänger des Demetrios namens Adeimantos angeblich in Lampsakos einen Tempel erbaute, in dem sie als Aphrodite göttliche Ehren erhielt. Plutarch, der die übrigen Nachkommen des Demetrios auflistet, erwähnt sie allerdings nicht.